# خاستگاه نیاهندواروپاییان

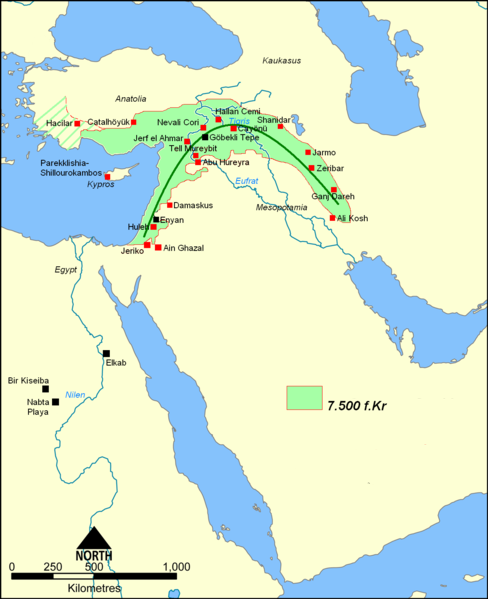
هلال حاصلخیز در ۹۵۰۰ سال پیش که بر پایه برخی فرضیه‌ها خاستگاه آریاییان هند، ایران، آناتولی و اروپاست

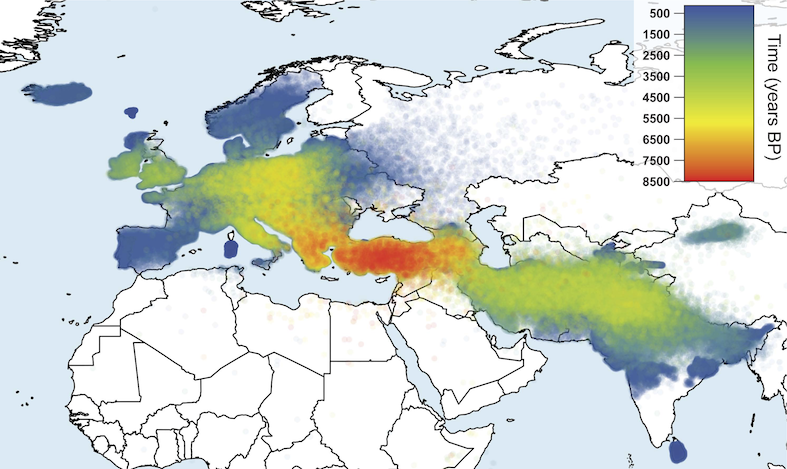
نقشه جدایی زبانی آریاییان (هندوایرانیان) و اروپاییان بر پایه فرضیه آناتولی در ۹۵۰۰ تا ۸۰۰۰ سال پیش

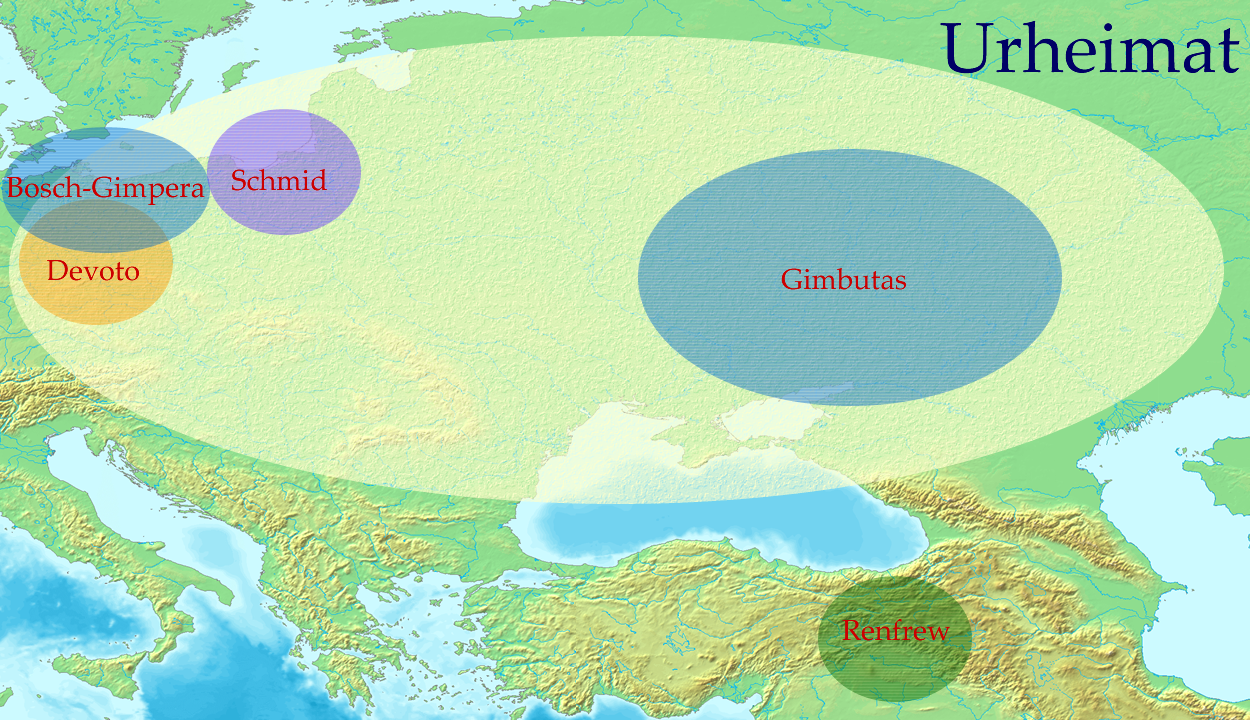
جدایی زبانی بر پایه فرضیه کورگان در ۶۰۰۰ تا ۳۰۰۰ سال پیش

سرزمین مادری نیایِ زبان‌های هنداروپایی (به انگلیسی: Proto-Indo-European homeland) یا خاستگاه نیایِ هندواروپاییان (به انگلیسی: Urheimat of the Indo-European languages) یا خاستگاه اقوام هندواروپایی نژاد مانند آریاییان، یونانی ها، سلتی ها، لاتین ها، ژرمن هاو اسلاوی ها می‌کوشد تا سرزمین نخستین این نژاد و فرهنگ و زبان نیاهندواروپایی را بازیابد. در ارائهٔ این فرضیه‌ها کوشش شده‌است تا گزارش و برداشت از یافته‌های باستان شناختی با داده‌های زبان-رویدادنگاری، فرهنگی، جغرافیایی و زیست شناختی برای بازسازی دنیای کهن آریاییان و اروپاییان مطابقت داشته باشد. سه فرضیه اصلی (فرضیه گورکان، فرضیه آناتولی و فرضیه ارمنی _ قفقاز) برای خاستگاه اقوام هندواروپایی وجود دارد.فرضیه گورکان بعنوان اصلی ترین فرضیه برای خاستگاه اقوام هندواروپایی نژاد است، با این حال تاکنون بطور قطع تایید نشده است.هاپولگروپ های R1a و R1b هاپولگروپ پدری این اقوام هستند.

## فرضیه‌ها

### فرضیهٔ کورگان
این فرضیه اولین بار توسط اتو شریدر (۱۸۹۰) مطرح شد، سپس توسط زیگموند فیست (۱۹۱۳) و جرج پویسون (۱۹۳۴) و گوردون چایلد (۱۹۲۶) بازنگری شد. در نهایت شکل امروزی آن، توسط ماریا گیمبوتاس لیتوانیایی در سال ۱۹۵۶ میلادی مطرح گردید و برپایهٔ این فرضیه؛ خاستگاه نیاهندواروپاییان، اِستِپ‌های اورال/ولگا (Uralic/Volgan steppe) در دوران مس‌سنگی (هزاره‌های چهارم و پنجم پیش از میلاد) احتمال داده شده‌است. نظریهٔ وی که بر بر مبنای یافته‌های باستان شناختی بود، با انتقادهایی به ویژه از سوی زبان شناسان مواجه گردید.که فرضیه آناتولی را مطرح کردند با این حال ناحیه ای که وی به عنوان خاستگاه هندواروپایی‌ها معرفی کرد، یکی از نظریه‌های نسبتاً قابل قبول می‌دانند و مورد حمایت اغلب محققان است.
این فرضیه پس از گیمبوتاس، چندین بار توسط جی‌پی مالوری (۱۹۸۹)، و دیوید آنتونی (۲۰۰۷)، اصلاح شد.
گامکرلیدزه و ایوانف در رد فرضیه کورگان، به تعداد زیاد واژگان مرتبط با کوه و کوه نشینی در زبان نیاهندواروپایی اشاره می‌کنند که نشانگر زندگی این مردمان در مناطق کوهستانی است، نه مناطق استپی.

### فرضیهٔ آناتولیایی
این فرضیه که در سال ۱۹۸۷ از سوی کالین رنفرو عنوان شد، پیشینهٔ نیاهندواروپاییان (آریاییان و اروپاییان) را دوران نوسنگی آناتولی (Neolithic Anatolia) در هزاره‌های هفتم تا ششم پیش از میلاد، یعنی زمانِ آشنایی مردم آناتولی (غرب ایران بزرگ) با کشاورزی می‌داند. او نخست میهن آغازین همه هندواروپائیان را غرب آناتولیِ دوران نوسنگی می‌دانست، اما سپس تغییراتی در نظریه اش به وجود آورد و در پژوهش‌های جدیدترش، کهن‌ترین اقوام هندواروپایی را با منطقهٔ بالکان-دانوب و ناحیهٔ شمالی پونتیک مرتبط می‌داند و در واقع بخش‌های شرقی‌تر آناتولیِ (غرب ایران بزرگ) دوران نوسنگی را نیز در نظریه‌اش جای داد.
به گفته کریستین کریستین‌سن و همکاران، نتایج حاصل از تحقیقات جدید ژنتیکی و زبانی،درفرهنگ ظروف طناب دار و فرهنگ یامنا این فرضیه را تا حدودی رد کرده و اعتبار فرضیه گورکان را تایید می کند. و آلوین کلوخورست نیز می‌گوید با توجه به نتایج تحقیقات اخیر، دیگر هیچ‌کس نمی‌تواند به طور جدی آناتولی را به عنوان خاستگاه نیاهندواروپاییان استدلال کند.و فرضیه گورکان (استپ پونتیک-کاسپین) را به عنوان خاستگاه هندواروپایی‌ها باید ثابت شده دانست.

### فرضیه ایرانی
هفته نامه نیو ساینتیست در دو شماره پیاپی خود به این نظریه پرداخته‌است. کالین باراس در مقاله ای با این نام: پرگویشورترین زبانهای جهان شاید از ایران باستان برخاسته باشند؛ به شواهدی که به تازگی دربارهٔ ژنتیک جنوب قفقاز به دست آمده‌است می‌پردازد. در شماره نخست (۱۳ می ۲۰۱۸) به کلیاتی دراین باره پرداخته و در شماره دیگر (۳۰ می ۲۰۱۸) به شواهدی از ژنتیک می‌پردازد.
اندیشمند فرانسوی برنارد سرژان در کتاب خود در سال ۱۹۹۵ با موضوع فرهنگ و زبان هندواروپایی، ضمن اشاره به شباهت آثار باستانی یافت شده در اوکراین با آثار باستانی غار جبل در غرب ترکمنستان، خاستگاه این دو فرهنگ را کوه‌های زاگرس در غرب ایران دانسته و بر این عقیده است که زبان و فرهنگ هندواروپایی در مجاورت با مردمان سامی-حامی در حوزه جغرافیایی زاگرس شکل گرفته‌است.
جهانشاه درخشانی با بررسی فراگیر در گستره ایران بزرگ در فرهنگ‌های تاریخی خاورمیانه و آثار بجا مانده از تمدن‌های باستانی سومر و ایلام و هیتی‌ها و اَرَتّه (تمدن جیرفت) و شهر سوخته، به برآیندهای همسانی رسید. از دیگر کسانی که به نظریه همانندی در این باره دست یافتند، پرویز رجبی است؛ وی در این باره چنین گفته‌است:
در کتاب گران‌مایهٔ درخشانی به نشانه‌های فراوانی دربارهٔ تبار ایرانیان امروز برمی‌خوریم. اگر هم برخی از این نشانه‌ها هنوز شناورند، قابل تأمل و جالب توجه هستند. در هر حال درخشانی راه‌های نزدیک شدن به هزاره‌های گمشده را به‌خوبی و با موفق‌ترین وجه ممکن نشان داده‌است. من به نام کسی که منتسب به ایران‌شناسی است به این اثر گران‌مایه ارجی بسیار می‌نهم و اگر هم اغراق تلقی شود آن را از نخستین کارهای جدی ایرانیان در زمینهٔ ایران‌شناسی می‌دانم.
در تحقیقات جدید سال ۲۰۲۳، ادعا شده است که ریشه مشترک تمام زبان‌های هندواروپایی (از جمله فارسی و انگلیسی) به حدود ۸ هزار سال پیش در شمال غرب ایران و کشور ترکیه بازمی‌گردد. بر اساس این یافته‌ها ریشه‌های زبان انگلیسی را می‌توان در حدود ۸ هزار سال بین کشاورزان ماقبل تاریخ در جنوب قفقاز در منطقه شرقی ترکیه امروزی و شمال غربی ایران جستجو کرد.

### فرضیهٔ قفقاز _ارمنستان
این فرضیه بر پایهٔ تحقیقات دو دانشمند به نام‌های گامکرلیدزه و ایوانف (Thamas V. Gamkrelidze و V. V. Ivanov) در سال ۱۹۸۴ عنوان گردید. گامکرلیدزه و ایوانف معتقد بودند که خاستگاه در جنوب قفقاز (قفقاز جنوبی، آناتولی شرقی، شمال میانرودان) در هزاره‌های پنجم و چهارم پیش از میلاد بوده‌است. آن‌ها به همخوان‌های گلوبال و وام واژگان کارتولی، ایلامی، سومری و … اشاره کردند. آن‌ها با بررسی وام واژه‌های بکاررفته در زبان‌های سامی و قفقازی، معتقد شدند که زادگاه هندیان، ایرانیان و اروپاییان باید در غرب فلات ایران و نواحی اطراف ارمنستان باشد و نباید آن را در مسافتی خیلی دورتر از این منطقه قرار داد. آن‌ها در نهایت از شمال غربی ایران (بین جنوب قفقاز و شمال میانرودان) به عنوان خاستگاه نیای مردمان آریایی و اروپایی نام برده‌اند و بیان داشتند که زبان‌های بعدی در نتیجهٔ مهاجرت هندواروپایی‌ها به سمت شرق و سپس غرب به وجود آمده‌اند.
یوهانس کرائوزه در کتاب مشترک خود با توماس تراپه، بنام تاریخ مختصر بشر خاستگاه را این‌گونه توصیف می‌کند: در اطراف ارمنستان، آذربایجان، شرق ترکیه و شمال غرب ایران؛ و می‌گوید: ما [محققین مؤسسه ماکس پلانک] کاملاً مطمئن هستیم که زبان‌های هندواروپایی در نهایت از هلال حاصلخیز سرچشمه گرفته‌اند، همان‌طور که طرفداران نظریه آناتولی فرض می‌کنند، اما نه آنطور که آنها پیشنهاد می‌کنند در آناتولی غربی و مرکزی، بلکه از قفقاز جنوبی پدید آمده‌است.
بر اساس تحقیقات دیرین تبارشناسی سرزمین قفقاز تیمی از محققین به سرپرستی چوان چائو وانگ که در سال ۲۰۱۹ منتشر گردید، قفقاز تنها نقش یک پل یا گذرگاهی را داشته‌است که مردمان آریایی ایران، هند و اروپا پس از گذر از آن فرهنگ و زبان خود را در استپهای روسیه پراکنده‌اند. چنین برآورد شده‌است که خاستگاه این خانواده زبانی و فرهنگ پیوسته به آن می‌بایست در سرزمینی که در جنوب قفقاز بوده باشد.
در نسخه اخیر مجله مطالعات هندواروپایی (زمستان ۲۰۱۹)، محقق روسی الکساندر کوزینتسف، ضمن اشاره به آخرین تحقیقات صورت گرفته در خصوص خاستگاه مردمان هندواروپایی، به وجود فرهنگ هندواورالی در جنوب قفقاز اشاره کرده است . با مهاجرت از قفقاز، زبان نیاهندواروپایی سپس به دو شاخه «نیاآناتولیایی» و «نیاهندواروپایی پسین» تقسیم شده که شاخه نیاآناتولیایی به سمت آناتولی و نیاهندواروپایی پسین از راه قفقاز به سمت استپهای روسیه حرکت کرده‌است.
گروه کپنهاگ به سرپرستی کریستین کریستینسن(مکتب باستانشناسی دانمارک) نیز که در زمینه پیش از تاریخ اروپا و دوران مفرغ به دستاوردهای بزرگی دست یافته‌است، با رویکرد به مدارک یاد شده، منطقه قفقاز را خاستگاه احتمالی راز رام کردن اسب و زبانهای اروپایی می‌داند. در هفته نامه خبری اشپیگل مصاحبه ای دراین باره از وی به چاپ رسیده‌است.
دیوید رایش یکی از بزرگ‌ترین متخصصین علم ژنتیک، در کتاب خود با عنوان «ما چه کسی هستیم و چطور به اینجا رسیدیم» بیان می‌کند که از لحاظ ژنتیکی هیچگونه شواهدی دال بر اینکه مهاجرتی از استپهای روسیه به سرزمین آناتولی، جاییکه هیتی‌ها، به عنوان یکی از کهن‌ترین مردمان شناخته شده هندواروپایی، ساکن بودند، وجود ندارد؛ لذا به عقیده ایشان نخستین مردمانی که به زبان هندواروپایی سخن می‌گفتند به احتمال زیاد ساکن سرزمین کنونی قفقاز بودند، چراکه تنها مردم باستانی قفقاز می‌توانستند خاستگاه ژنتیکی دیگر مردمان هندواروپایی باشند. دیوید رایش با مطالعه ژنتیک اجساد مردم فرهنگ یامنا معتقد است که اکثرا مردمان فعلی اروپا حاصل مهاجرت مردمان این فرهنگ بوده و از نوادگان اقوام هندواروپایی هستند ایشان منطقه قفقاز را محتمل تر از استپ پوتیک_کاسپین و آناتولی برای خاستگاه اولیه این اقوام می دانند
تحقیقات DNA اخیر نشان می‌دهد مردم استپ از ترکیبی از شکارچی-گردآورنده‌های شرقی (EHG) (هاپولگروپ پدری) و شکارچی-گردآورنده‌های قفقازی (CHG)(هاپولگروپ مادری) مشتق شده‌اند.
در تحقیقات اخیر که بر پایه دانش ژنتیک بوده اند، از نتایجی مطابق با این نظریه، پشتیبانی میکنند

### فرضیهٔ بالکان
دانشمند دیگری با نام ایگور دیاکونوف (Igor M. D’iakonov) نشان داد که مناطق بالکان و کوه‌های کارپات (Balkan-Carpathian region) همه ویژگی‌های شناخته شده به منظور در نظر گرفتن نیای هندواروپایی را دارد. وی از هزارهٔ ششم پیش از میلاد به عنوان زمان زندگی آنان در این منطقه یاد می‌کند. همچنین خط سیر آنان را از مسیر بالکان و دانوب ترسیم می‌کند و معتقد است که این هندواروپائیان بودند که فرهنگ آندرونوو را به وجود آورده‌اند و از طریق نواحی جنوب آسیای مرکزی به مهاجرت خود ادامه دادند.

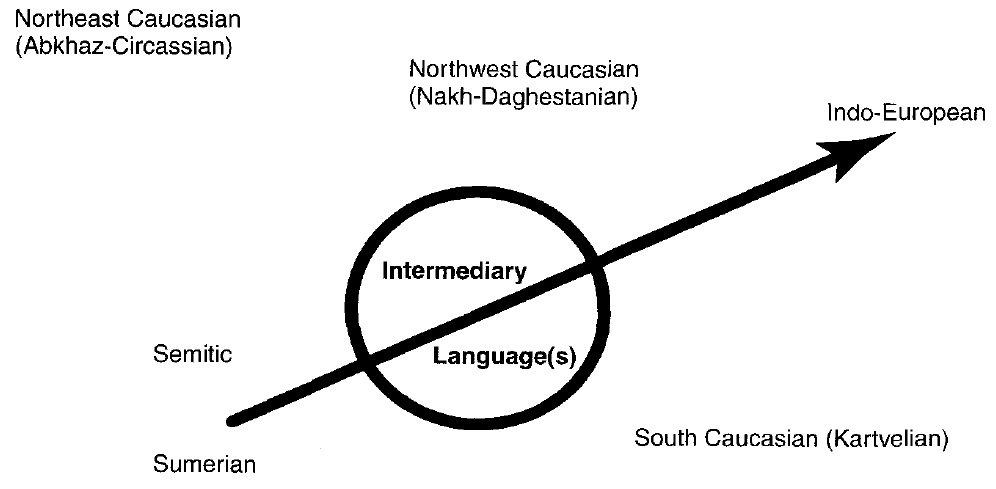
نحوهٔ ارتباط زبان‌های هندواروپایی با زبان‌های سومری، سامی و قفقازی و گسترش آن بر اساس فرضیهٔ نیکولز

### فرضیهٔ باختر-سُغد
نیکولز (Johanna Nichols) زبان‌شناس آمریکایی، با بررسی وام واژه‌های سومری و مقایسه با زبان‌های جنوب و شمال قفقاز به این نتیجه رسید که نیای زبان‌های هندواروپایی باید در ناحیهٔ باختر-سُغد (Bactria-Sogdiana) باشد؛ جایی که این زبان‌ها از زبان‌های سومری و سامی به سمت شمال و در طول استپ‌ها گسترش پیدا کرده و در این بین با زبان‌های قفقازی جنوبی و شمالی هم تماسهایی داشته‌است.

### فرضیهٔ جنوب شرق اروپا
این فرضیه اخیراً توسط زبان‌شناسی فنلاندی به اسم کالوی ویک (Kalevi Wiik) مطرح شده‌است. وی با استفاده از اطلاعات ژنتیکی، باستان‌شناسی و انسان شناختی به این نتیجه رسیده‌است که اروپا از زمان ۲۳ هزار تا ۸ هزار سال پیش از میلاد به سه منطقهٔ اصلی Ba , U و X تقسیم می‌شده‌است.
مناطق Ba و U سکونتگاه شکارچیان حیوانات بزرگی بودند که در آن دوره زمانی به تعداد زیادی وجود داشتند. آن‌ها به زبان‌هایی صحبت می‌کردند که اکنون با عنوان زبان‌های باسکی (Basque) و فینو-اوگریک (Finno-Ugric) شناخته می‌شوند. منطقهٔ X سکونتگاه شکارچیانی بود که حیوانات کوچکتری را شکار می‌کردند و به زبان‌های ناشناختهٔ کوچکتری تکلم می‌نمودند که اکنون اثری از آن‌ها به جا نمانده‌است.
در حدود اوایل هزاره پنجم پیش از میلاد، وضعیت به شیوه دیگری تغییر کرد. انقراض تعداد زیادی از گونه‌های حیوانی بزرگ که در مناطق Ba و U می‌زیستند وضعیت را برای ساکنان این مناطق در شرایط سختی قرار داد. از طرف دیگر، سکونتگاه‌های منطقه X با شیوهٔ زندگی عصر نوسنگی (Neolithic) تطابق پیدا کرده بود، ترکیب کشت محصولات و کشاورزی با استفاده از حیوانات، موفقیت بیشتری را برای این مردم ایجاد نمود. اینجا کالوی ویک، بحث اصلی خود را ارائه می‌دهد. بر طبق فرضیه اش؛ در بین کشاورزان اولیه ای که از یونان و بالکان آمده بودند، مردم هندواروپایی متولد شدند و با استفاده از یک زبان میانجی (lingua franca) که از ترکیب زبان ساکنان منطقهٔ X و مناطق بومی خودشان، گرفته شده بود، در آنجا خدمت می‌کردند.
از حدود ۵۵۰۰ پیش از میلاد این فرایند ادامه پیدا نمود. زبان‌های بالکان هرکدام ویژگی‌هایی از خودشان را به خود گرفته بودند، به این دلیل که عناصری از زبان‌های کوچک منطقه X در آن‌ها نفوذ کرده بود. در دوره گسترش زبان‌های هندواروپایی، زبان‌های ژرمنی، بالتیک، اسلاوی، سلتی و ایبری (Iberian) ایجاد شدند، در واقع این‌ها زبان‌هایی بودند که هندواروپایی در آن‌ها نقش زیادی داشت و همچنین عناصری از زبان‌های مناطق Ba و U را هم در خود داشتند. در نهایت بخش زیادی از اروپا توسط خانوادهٔ زبان‌های هندواروپایی فراگرفته شد. تنها در بخشی از اروپا، در شبه جزیره ایبریا و در شمال شرق اروپا هسته‌هایی از شکارچیانی باقی ماندند که ظاهراً با کشاورزی سازش پیدا کرده بودند بدون اینکه از لحاظ زبانی تغییری پیدا کنند؛ بنابراین زبان باسکی امروز و فنلاندی، نوادگان این شکارچیان اوایل عصر یخ هستند.
فرضیه‌های کم‌طرفدارتر دیگر دربارهٔ خاستگاه، فرضیه خروج از هند (آریاییان بومی)، نظریه تداوم دیرین‌سنگی و نظریهٔ نیکولای تروبتسکوی دربارهٔ ناحیه همگرایی زبانی می‌باشند.